# Sphaerodactylus graptolaemus
Sphaerodactylus graptolaemus är en ödleart som beskrevs av  Harris och KLUGE 1984. Sphaerodactylus graptolaemus ingår i släktet Sphaerodactylus och familjen geckoödlor. Inga underarter finns listade i Catalogue of Life.